# Площа Лазарєва (Севастополь)
Площа Лазарєва — площа в Ленінському районі Севастополя, на перетині вулиць Великої Морської, Генерала Петрова і проспекту Нахімова. 1993 року названа на честь Михайла Лазарєва — російського ученого-мореплавця і військово-морського діяча.
Входить у Центральне міське кільце Севастополя.

## Історія

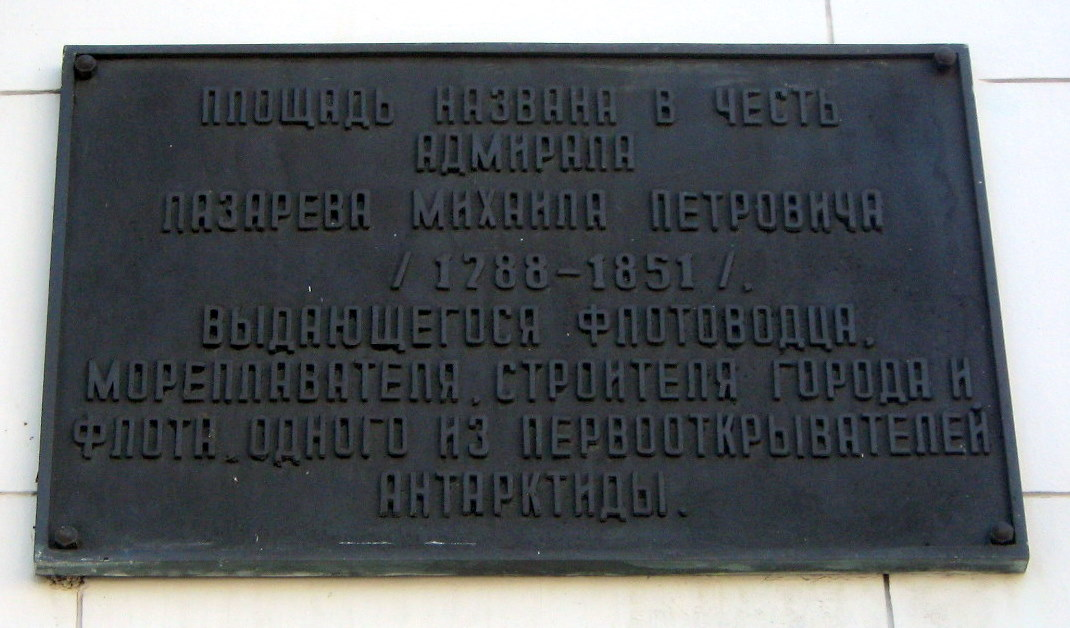
анотаційна дошка

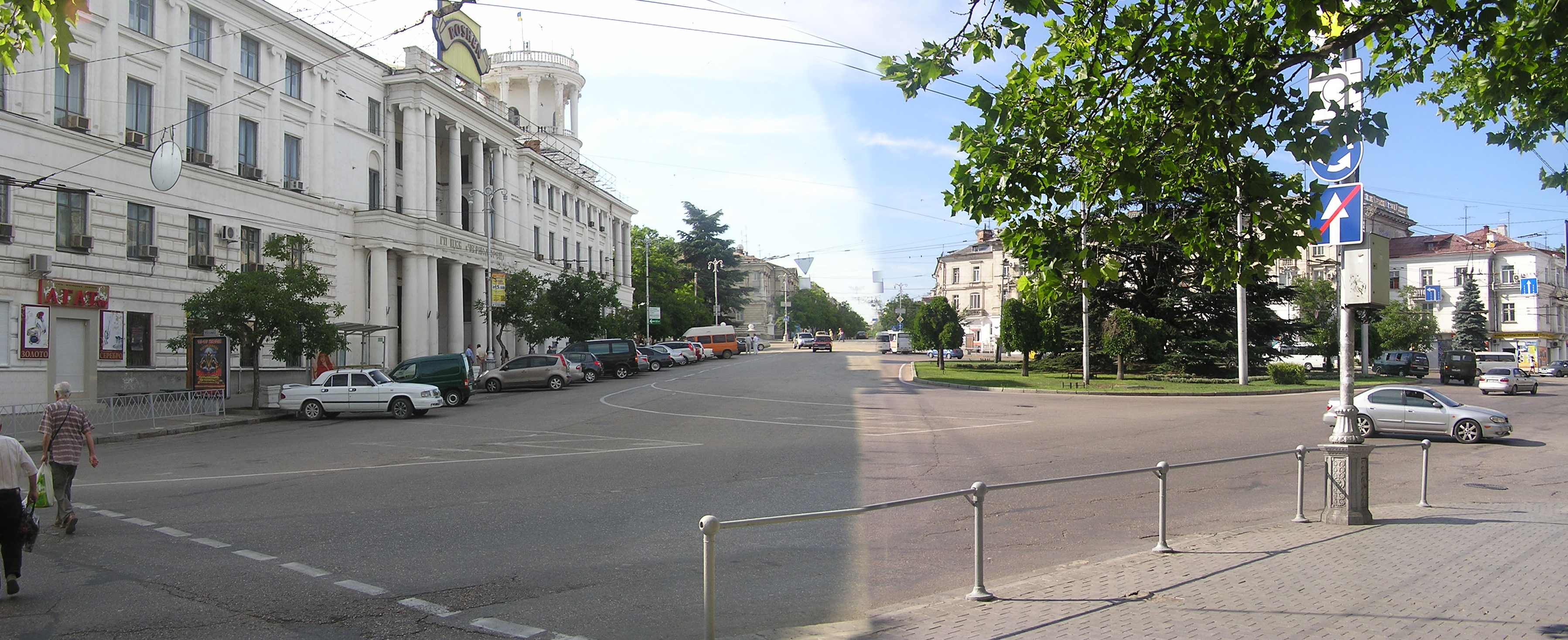
Панорама площі з боку проспекту Нахімова

Погруддя М. Лазарєву на площі

У 1893 році на площі була побудована каплиця святого Миколая, тому й з'явилося перша офіційна назва — Площа з каплицею. У 1932 році вона називалася Червоною площею, у 1935 році — площею Толстого, з 1952 року — площею Нахімова. З 1 вересня 1952 року — площа Революції. З червня 1993 року була перейменована в площу Лазарєва.